# Imperium (romanzo)
"Sono un uomo nuovo, voglio essere console, questa è Roma..."»
(Imperium)
Imperium è il primo romanzo della trilogia di Robert Harris sull'Antica Roma e sulla vita di Marco Tullio Cicerone.
Il libro è stato tradotto in tedesco, bulgaro, russo, spagnolo, estone, finlandese, italiano e numerose altre lingue.

## Trama
Il libro è strutturato come una biografia. A raccontarci la vita di Marco Tullio Cicerone è infatti Tirone, un suo schiavo e segretario che, dopo la morte di Cicerone, decide di raccontare in questo volume gli avvenimenti più interessanti della sua vita. In realtà lo scritto di Tirone è stato perduto alla fine dell'Impero Romano. Alcuni dei fatti narrati, potrebbero non essere mai accaduti. La narrazione in questo primo volume termina nel 63 a.C., anno del consolato di Cicerone. Tra gli avvenimenti più importanti, la vittoria nel processo a Verre, contro un altro dei più celebri avvocati, Ortensio.

## Edizioni
- Robert Harris, Imperium, traduzione di Renato Pera, Omnibus, Arnoldo Mondadori Editore, 2006,  p. 355, ISBN 9788804560555.
- Robert Harris, Imperium, collana Oscar bestsellers, traduzione di Renato Pera, Mondadori, 2008,  p. 349, ISBN 9788804578314.
- Robert Harris, Imperium, collana Oscar. Le emozioni della storia, traduzione di Renato Pera, Mondadori, 2013,  p. 349, ISBN 9788804632863.
- Robert Harris, Imperium, collana Oscar bestsellers, traduzione di Renato Pera, Mondadori, 20 ottobre 2016,  p. 347, ISBN 9788804671800.